# サトプラ山脈
サトプラ山脈（サトプラさんみゃく、グジャラート語:સાતપુડા પર્વતમાળા、マラーティー語: सातपुडा）、あるいはサートプラー山脈は、インド亜大陸のほぼ中央を、東西に走る山脈。インドの南側を逆三角形に見立てたとき、西側の辺に西ガーツ山脈、東側の辺に東ガーツ山脈、北側の辺にサトプラ山脈があると考えてよい。また、その三つの山脈に囲まれた高原地帯がデカン高原であり、南インドと呼ばれる地域でもある。最高地点は1,350mのドゥプガル山。

## 概要
アラビア海沿岸のグジャラート州東部から、マハーラーシュトラ州、マディヤ・プラデーシュ州、そしてチャッティースガル州にかけての地域に広がる。
- 北側には、アラビア海に注ぐナルマダー川を挟んで、ヴィンディヤ山脈が平行に走っている。
- 南側にはタープティー川が発して、これもアラビア海に注いでいる。
- 南東側にはゴーダーヴァリ川が発して、デカン高原を流れて東に向かい、ベンガル湾に注いでいる。
- 東側は、チョーター・ナーグプル高原に続く。また、マハーナディー川（英語版）が発し、これもベンガル湾に注いでいる。

## 自然
サトプラ山脈は、元々は全体が鬱蒼とした森に覆われていたが、イギリス植民地時代以降切り開かれ、現在では原生林は少ししか残っていない。しかし、その貴重な森林には、トラ、ガウル（インドヤギュウ）、ドール（アカオオカミ）、ナマケグマ、ヨツヅノレイヨウ、ブラックバック、ヒョウ、インドオオリス、カンムリワシなどが生息している。
モンスーンの強い影響を受けているため、東側は西側よりも降水量が多く、東ガーツ山脈と交わる高原には落葉樹の森林が広がっている。西側はナルマダー渓谷とともに、乾燥した落葉樹林となっている。樹種はチーク、サラソウジュなどが多く、特にサラソウジュはインドでここでしか生えていない。また、マツバラン属やハナヤスリ属などのシダ植物も多く見られる。
一帯のボリ野生生物保護区、パチマルヒ保護区とサトプラトラ保護区は2009年にユネスコの生物圏保護区に指定された。

## 歴史
サトプラ山脈は、歴史的に見て、ヴィンディヤ山脈とともにインドという国を南北に分断する文化的な壁となっていた。日本に流布しているインドのイメージとして、カレーの国というものや、ターバンやサリーを身に着けた人々がいる国というものがあるが、これらは大まかに見て北インドのイメージである。一方、南インドは経済的に発展しており、教育水準も高い。インドにおける南北の格差は大きく、これは、地理的にサトプラ山脈があったことで、長らく続いてきた問題であった。